# Алдабергенов, Купжасар Капанович
Купжасар Капанович Алдабергенов (каз. Көпжасар Қапанұлы Алдабергенов) (1937—2017) — советский передовик производства, полный кавалер ордена Трудовой Славы.

## Биография
Родился в 1937 году в селе Шиптыкуль. Член КПСС.
В 1956—1994 гг. — электромонтёр по монтажу электрооборудования в Магнитогорском монтажном управлении «Уралэлетромонтаж», военнослужащий Военно-Морского Флота СССР, электрик, помощник машиниста, машинист экскаватора, бригадир машинистов экскаватора Сарбайского рудоуправления Соколовско-Сарбайского горно-обогатительного комбината в городе Рудный Кустанайской области Казахской ССР.
Указами Президиума Верховного Совета СССР от 8 января 1975 года и от 2 марта 1981 года награждён орденами Трудовой Славы 3-й и 2-й степени.
Указом Президиума Верховного Совета СССР от 29 апреля 1986 года награждён орденом Трудовой Славы 1-й степени, став полным кавалером ордена Трудовой Славы.
Избирался депутатом Верховного Совета Казахской ССР 11-го созыва. Делегат XXVI съезда КПСС.
Живёт в Костанае.